# Trämmersee
Der Trämmersee, früher Tremmersee, ist ein kleiner natürlicher See auf der Gemarkung Schluft der Gemeinde Schorfheide im Landkreis Barnim (Brandenburg).

## Lage
Der Trämmersee liegt ca. 7 km nordwestlich vom Ortskern von Groß Schönebeck und 5,5 km südwestlich von Groß Dölln. Der See ist völlig von Wald umgeben. Etwa 300 Meter vom westlichen Ufer entfernt liegt der gleichnamige Wohnplatz Trämmersee.

## Hydrographie
Der See liegt in einer vermoorten weichseleiszeitlichen Schmelzwasserrinne. Er ist im Umriss leicht elliptisch, in der Ost-West-Erstreckung etwa 560 m lang, in der Nord-Süd-Erstreckung etwa 440 m. Der Seespiegel lag zwischen 1991 und 2014 auf 44,88 m ü. NHN bis 45,15 m ü. NHN. Der See wird vom Trämmerfließ durchflossen. Das Trämmerfließ kommt aus dem Großen Lotzinsee, ist jedoch häufig ausgetrocknet. In den See mündet von Osten noch der Glasowgraben, der eine Verbindung zum Großen Glasowsee herstellt. Auch dieser Graben ist meist ausgetrocknet. Ein weiterer namenloser, sehr kurzer Graben mündet von Nordosten in den Trämmersee. Der See hat nach dem Gewässerkataster von 1993 eine Größe von 20,3 ha, nach Eckstein (1908) 19,5 ha. Die maximale Probennahmetiefe war 2,5 Meter; Eckstein gibt diesen Wert auch als maximale Tiefe an. Das Gewässerkataster von 1993 gibt den Trophie-Index mit 3,5 an, d. h. der See ist eutroph.

## Geschichte
Der See wird bereits 1491 als Tramer Sehe urkundlich erwähnt. 1589 heißt er nur der Tremmer; 1745 kommt die Schreibweise Trammer See vor. In der Schmettaukarte von 1767/87 ist er als Tramer See verzeichnet. Der Name leitet sich von einer plb. Grundform *Trąb'n zu Röhre, Rohr ab. Da von dieser Grundform vor allem Gewässernamen gebildet werden, ist der Name wohl auf die in der Nähe des Sees gelegene,  im 14./15. Jahrhundert wüst gefallene Siedlung Tramen übertragen worden. Vom See hat selbstredend der kurz nach 1800 neu angelegte Wohnplatz westlich des Sees seinen Namen erhalten.

## Nutzung
Nach Eckstein gab es damals (1908) vor allem Karausche, Schleie, Blei und Hecht im See. Der See ist heute an die Seenfischerei Prenden verpachtet, die Tages-, Wochen- und Monatskarten zum Angeln ausstellt. Nach der Website Monsterfisch.de gilt der Trämmersee als fischreich; es kommen sämtliche wichtige(n) mitteleuropäische(n) Fischarten wie Aal, Barsch, Hecht, Karpfen, Rotauge, Rotfeder, Schleie und Zander vor.